# Pavel Treťjakov
Pavel Michajlovič Treťjakov (rusky Павел Михайлович Третьяков; 15.jul./ 27. prosince 1832greg. Moskva – 4.jul./ 16. prosince 1898greg. Moskva) byl ruský podnikatel, mecenáš, sběratel uměleckých děl, zakladatel a první ředitel Treťjakovské galerie.

## Mládí a osobní život
Narodil se 27. prosince (15. prosince podle starého kalendáře) 1832 v Moskvě v rodině kupce. Získal pouze domácí vzdělání, svou životní dráhu začal v obchodě svého otce. Spolu s bratrem Sergejem (stejně vášnivým uměleckým sběratelem) velmi úspěšně rozvíjeli otcův podnik.
V roce 1865 se oženil s Věrou Nikolajevnou Mamontovovou, sestrou známého mecenáše a podnikatele S. I. Mamontova. Celkově se jim spolu narodilo šest dětí (čtyři dcery a dva synové).

## Sběratel a mecenáš umělců
Od padesátých let se datuje Treťjakovův zájem o ruské výtvarné umění a sběratelství uměleckých děl. Základem jeho sbírky se staly obrazy Pokušení (1857) N. G. Sildera a Potyčka s finskými pašeráky (1853) V. G. Chuďakova. Dalšími významnými přírůstky byly díla I. P. Trutněva, A. K. Savrasova, K. A. Trutovského, F. A. Bruniho a dalších umělců. Sběratelská vášeň ho přivedla na myšlenku zřízení obrazárny, která by shromažďovala, uchovávala a vystavovala významná díla domácích autorů. Již počátkem šedesátých let Treťjakov napsal:
| „ | Pro mě, horlivě milujícího malířství, nemůže být většího přání, než položit základy veřejného, volně dostupného zařízení, které by přinášelo mnoho radosti a prospěchu. | “ |

V následujících letech se Treťjakovova sbírka rozšiřovala o další přírůstky, např. Odpočinek vězňů V. I. Jakobyho, Poslední jař M. P. Klodta a jiné. Treťjakov vysoce hodnotil tvorbu realisty V. G. Perova, jehož množství děl, např. Vesnické křížové procesí na Velikonoce, Trojka, Diletant, Nad synovým hrobem a další, dodnes tvoří významnou část uměleckých sbírek Treťjakovské galerie. Perovovou zásluhou byla Treťjakovova sbírka obohacena o kolekci portrétů významných kulturních buditelů.
V roce 1864 Treťjakov získal do své sbírky první dílo s historickou tematikou - Kněžna Tarakovova K. D. Flavického.
Treťjakovův hlavní cíl - vytvoření jedinečné umělecké kolekce - nabíral jasné kontury. Sběratelství ho přivedlo k přátelství s mnoha významnými umělci, kteří považovali za čest být jeho přáteli a často ho zvali do svých ateliérů. Některá díla vznikala dokonce na Treťjakovovu přímou objednávku.

## Zakladatel galerie

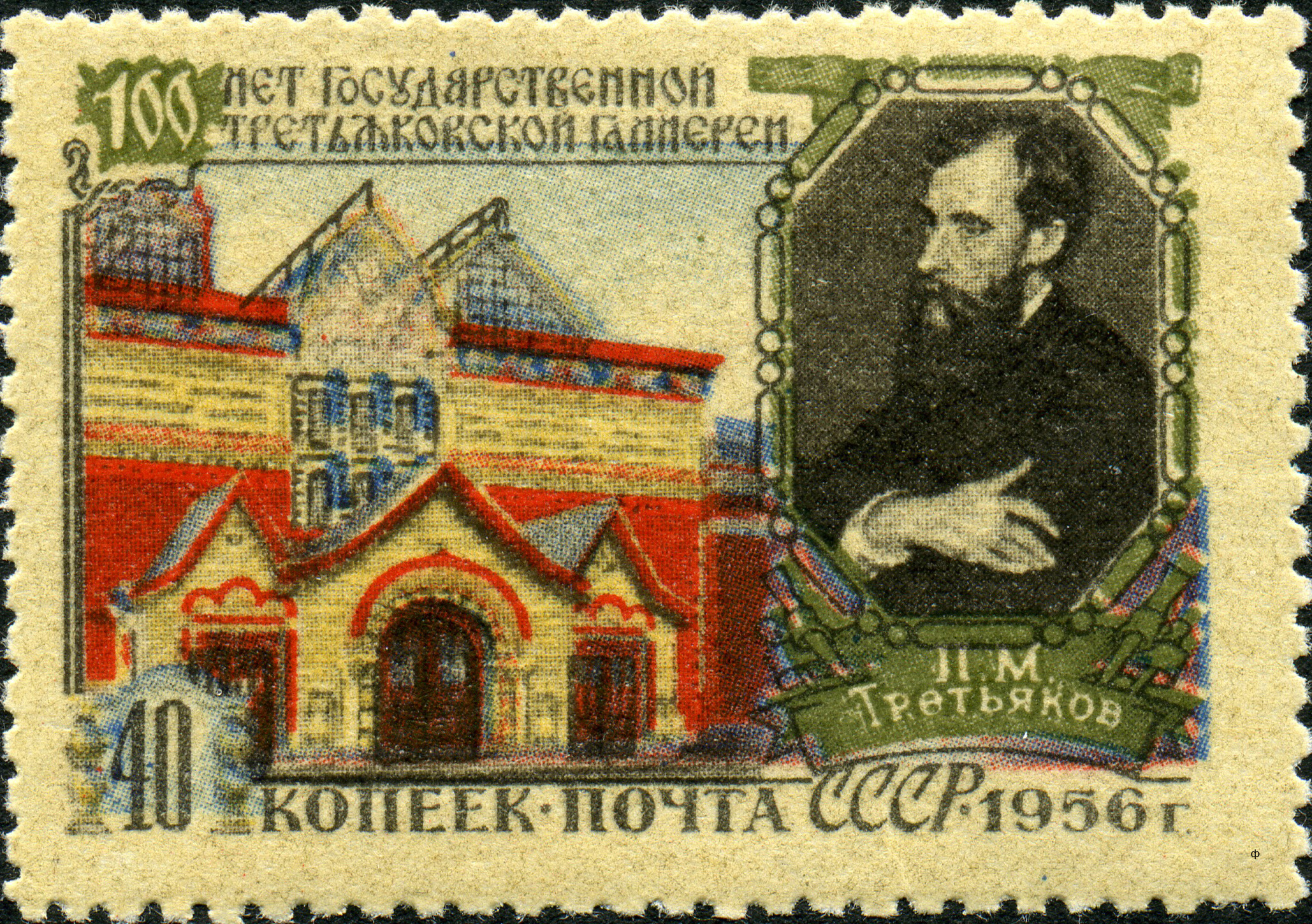
P. M. Treťjakov na poštovní známce SSSR, vydané v roce 1956 u příležitosti stého výročí založení Treťjakovské galerie

V roce 1874 se rozhodl k výstavbě budovy, v níž by svou sbírku shromáždil. Ke svému domu dal Treťjakov přistavět dvoupodlažní přístavbu, kterou tvořily dva sály. Dalších šest sálů bylo přistavěných k domu v roce 1882, o tři roky nato sedm sálů a v roce 1892 přibylo šest nových sálů. V těsné blízkosti rodinného sídla Treťjakovových na Lavrušinské ulici tak vznikl jedinečný komplex budov plně odpovídající potřebám obrazové galerie.
V srpnu 1892 Pavel Treťjakov listem oficiálně daroval městu Moskva a jeho obyvatelům jak celou svou sbírku, tak i část rodinného sídla, ve které byla sbírka umístěna pod podmínkou, že sbírka se nerozprodá a bude přístupná široké veřejnosti. Moskevská městská rada přijala dar 15. září 1892 a darované kolekci dala název Městská umělecká galerie Pavla a Sergeje Treťjakovových (Городская художественная галерея Павла и Сергея Михайловичей Третьяковых). Dar sestával z 1287 obrazů, 518 kreseb a 9 soch ruských mistrů a 75 obrazů a 8 kreseb evropských (především německých a francouzských) malířů druhé poloviny 19. století. Treťjakov se stal jejím prvním ředitelem a vděčné město mu udělilo titul Čestný občan Moskvy. Po smrti mladšího bratra Sergeje v létě téhož roku se podle jeho závěti staly součástí sbírky Pavla Treťjakova i jím shromážděná díla.
Treťjakov nadále kupoval umělecká díla jednak z finančních prostředků, které každoročně na tyto účely přidělováno město (5000 rublů), jakož i za vlastní peníze, přičemž zakoupená díla následně daroval galerii.
Pro širokou veřejnost byla galerie otevřena v srpnu 1893 pod názvem Moskevská městská umělecká galerie Pavla a Sergeje Treťjakovových (Московская городская художественная галерея Павла и Сергея Третьяковых).
Na sklonku života byl Pavel Michajlovič Treťjakov členem Moskevského oddělení Rady obchodu a manufaktur a také aktivním členem petrohradské Akademie výtvarných umění.
Po své smrti 4. (16.) prosince 1898 byl pohřben na Danilovském hřbitově vedle svých rodičů a bratra Sergeje. O padesát let později (v roce 1948) byly tělesné ostatky obou bratrů převezeny na Novoděvičí hřbitov.